# Programa de Resultados Electorales Preliminares
El Programa de Resultados Electorales Preliminares (PREP) es un sistema que provee los resultados preliminares de las elecciones, a través de la captura y publicación de los datos plasmados por los funcionarios de casilla en las actas de escrutinio y cómputo de las casillas que se reciben en los Centros de Acopio y Transmisión de Datos (CATD). Este permite dar a conocer, en tiempo real a través de Internet, los resultados preliminares de las elecciones la misma noche de la Jornada Electoral.

## Historia
El Programa de Resultados Electorales Preliminares (PREP) es un programa desarrollado a mediados de la década de 1990 para el conteo y contabilización de los resultados de forma preliminar de las elecciones en México.
A principios de la década de los noventa, derivado de la especulación de un supuesto fraude en la elección presidencial de 1988, en donde obtuvo la mayoría el entonces candidato Carlos Salinas de Gortari en contra de su oponente Cuauhtémoc Cárdenas Solórzano, se planteó entre otras mejoras al Sistema Electoral Mexicano la creación de un sistema digital para el conteo de votos de forma independiente, rápida y con un bajo margen de error.[cita requerida]
En 1994, se utilizó por primera vez el Programa de Resultados Electorales Preliminares, desarrollado durante 1993-1994 por un equipo de especialistas en organización electoral, logística e informática encabezado por Jorge Sánchez Acosta, designado coordinador nacional por el director general del Instituto Federal Electoral. El principal objetivo del sistema era realizar el conteo de los votos emitiendo resultados preliminares veraces de la elección presidencial, que se celebró el 21 de agosto, en donde Ernesto Zedillo Ponce de León fue elegido presidente.[cita requerida]
El sistema fue en un inicio diseñado específicamente para el Instituto Federal Electoral (IFE; hoy, Instituto Nacional Electoral, INE). Sin embargo, posterior a la elección del 1994 los institutos estatales electorales (IEE) de México utilizaron el sistema original diseñado para el IFE.[cita requerida]
El PREP Original permitía el conteo rápido de los votos utilizando un sistema único y de vanguardia que transfería datos de forma híbrida usando tecnologías de transferencia de información Telefónica por tonos DTMF, de intercambio de información Electrónica de datos por módem Dialup y a través de la radio.
En 1995 el Instituto Estatal Electoral del Estado de Baja California realizó elecciones el 6 de agosto del mismo año y utilizó un Programa de Resultados Electorales Preliminares el cual licitó públicamente nacionalmente y la institución educativa privada CETYS Universidad ubicada en el mismo estado resultó ganadora de la convocatoria. Este PREP fue el primero en la historia de México que transmitió los resultados electorales por medio del Internet a partir del mismo día de la jornada electoral. Los resultados fueron transmitidos a partir de las 20:00 horas del mismo domingo. Los resultados fueron de igual manera publicados por Internet.
Actualmente las versiones actuales e independientes del PREP realizan principalmente las mismas funciones que su predecesor, sin embargo solamente algunos aspectos prevalecen de la versión original.
Modificaciones actuales al PREP incluyen un reporte de instalación y cierre de casillas, de incidencias de la jornada electoral, y un sistema especializado para atender reportes de anomalías antes y durante las elecciones.
El sistema desde un principio realizaba el cómputo de todos los votos de la mayoría de las casillas a partir de las actas de escrutinio que se pegan a las urnas electorales. Las actas de escrutinio contienen el resultado del conteo de los votos en la casilla correspondiente, después de que son contadas por los ciudadanos responsables de las casillas en presencia de los representantes de los partidos en cada una de ellas. Una copia de tal acta se le entrega a cada uno de los representantes de los partidos en el momento del cierre de la casilla electoral, mientras que una copia adicional es la que se coloca dentro de un sobre y se adhiere al exterior del paquete electoral.
El paquete electoral es trasladado al local de la Junta Distrital Electoral en donde se almacena junto con las demás casillas del distrito, en espera del inicio del conteo distrital, mismo que se inicia el siguiente miércoles a las 8:00 a. m.
La copia del acta de escrutinio para el PREP, es capturada en terminales de computadora especialmente designadas para ese sistema, y la información de cada acta es transmitida al sistema central que se encuentra en el Instituto Federal Electoral.
La información acumulada es difundida por el Consejo General del Instituto Federal Electoral. Es un sistema de operación abierta que proporciona veracidad a la información electoral de México.
Es importante señalar que los resultados del PREP carecen de validez oficial para determinar el ganador de los comicios, siendo su objetivo el de señalar la tendencia que tomarán los cómputos distritales oficiales. La premisa fundamental que da origen al PREP es que los ciudadanos puedan conocer en forma aproximada el resultado que se tendrá en el conteo oficial, para tener la transparencia y certeza del resultado oficial.

## Objetivos
Informar oportunamente a los Consejo Electorales, los partidos políticos, coaliciones, los medios de comunicación y a la ciudadanía, los resultados preliminares de las elecciones, mediante la captura y publicación de los datos asentados en las actas de escrutinio y cómputo que se reciban en los Centros de Acopio y Transmisión de Datos (CATD).
Garantizar la seguridad, transparencia, confiabilidad, credibilidad e integridad de la información en todas sus fases. Difundir, desde el mismo día de la Jornada Electoral, resultados fehacientes y oportunos a los Consejos Generales, a los Consejos Locales y Distritales, así como a la ciudadanía.

## Diferencias con otros procesos
El PREP no cuenta votos, sino que captura y publica la información asentada en las actas de escrutinio y cómputo por los ciudadanos que participan como funcionarios de casilla.
Los representantes de los partidos políticos tienen una copia de dicha acta, lo que permite cotejar los datos publicados por el PREP. Los resultados presentados por el PREP son preliminares, tienen un carácter informativo y no son definitivos, por tanto no tienen efectos jurídicos.
No es un cálculo de los resultados a partir de estimaciones estadísticas o proyecciones con base en una muestra. No es una encuesta de salida donde se entrevista a las personas que salen de las casillas sobre su voto emitido. No es un conteo rápido, en el cual una vez cerrada la votación, se recopilan los resultados de ciertas casillas previamente seleccionadas para estimar el resultado. No es el resultado definitivo de la votación ni sustituye a los cómputos distritales que son los que determinan los resultados electorales.